# XXX (Miguel Bosé)
XXX è il settimo album di studio (ottavo, se considera la raccolta del 1982) che il cantante spagnolo Miguel Bosé pubblica in Italia, nel mese di febbraio del 1987. Quest'album è il secondo uscito per la WEA, etichetta con cui Bosé aveva iniziato a registrare dopo l'abbandono della CBS, che aveva pubblicato tutti i suoi album, fino a Bandido del 1984. Uno dei singoli, il brano di apertura Lay down on me, fu però scritta nel 1985, subito dopo il divorzio dalla prima casa discografica, mentre il terzo brano del Lato A, Big fun, composta nel 1982, risale al periodo CBS. Nel 1984, l'artista ex-bravo ragazzo aveva iniziato a prendere le distanze dai suoi lavori precedenti, tutti caratterizzati da un pop/rock leggero e d'intrattenimento, nonché da ottave altissime, preferendo un registro molto più grave e testi notevolmente più cupi e introspettivi. L'album successivo, "Salamandra", uscito nel 1986, aveva continuato in quella direzione, ed XXX la prosegue ulteriormente. 
Costituito da dieci brani, di cui nove in inglese e uno in spagnolo, l'album del 1987 non riesce a far uscire l'artista dalla fase di declino commerciale, iniziata proprio con l'album Bandido (il quale, pur considerato il suo capolavoro artistico, non fu un campione di vendite in Italia) e interrotta soltanto alcuni anni dopo, con il singolo Se tu non torni. Il pubblico italiano, abituato alla formula di ragazzo pulito e pop/rock anglo-italiano d'intrattenimento, continua infatti a dimostrare di non gradire molto la nuova direzione stilistica intrapresa da Miguel a metà degli anni '80. Il look accenna invece a tornare verso un aspetto più pulito, non più eccessivo come nei clip di Bandido. Il codino ossigenato era già scomparso nel 1986, assieme alla barba lunga di qualche giorno, in favore di una pettinatura scomposta e una magrezza quasi spettrale: il nuovo look del 1987 si riavvicina ai 'livelli di guardia', con una barbetta più corta e curata, e una capigliatura di nuovo ordinata. Promosso dai due singoli Lay down on me e The eighth wonder, il lavoro, come i due precedenti, stenta a decollare. Le versioni spagnole dei singoli, rispettivamente Como un lobo (riproposta anche sul lato B della versione inglese, nonché nell'ultimo album di duetti, Papito) e Duende, riscuotono invece un grande successo, diventando dei veri e propri classici nel repertorio del cantante. Come per "Salamandra", la versione inglese (che è quella che esce anche in Italia), deriva da quella iberica. Bisogna ricordare che XXX è stato l'unico album di Miguel Bosé ad essere pubblicato, per intero, in Giappone, in una versione pressoché identica a quella italiana, cioè cantata interamente in inglese, anche per quanto riguarda l'unico brano in spagnolo, La gran ciudad, che viene adattato in The big city e posto in apertura del disco.
Il titolo "XXX" deriva invece dal sottotitolo parentetico di un brano, inserito nella versione spagnola, intitolato Que no hay, che corrisponde al pezzo in inglese New tracks in the dust, entrambi composti da Miguel assieme a Carlo Marrale, uno dei membri storici del gruppo dei Matia Bazar.

## Tracce
1. The eigthh wonder 5:03 (Anseli)
2. Lay down on me 4:01 (Bosé, Vanni, D'Onofrio, Costa, Tazzi, Ogletree, Rear)
3. Big fun 3:14 (Clark)
4. New tracks in the dust 6:37 (Bosé, Marrale, Rear)
5. La gran ciudad 5:55 (Bosé, Cinelu)
6. Want you more 4:54 (Valentin, Johan)
7. My perfect lover 4:27 (Bosé, Feliciati, Melone, Tate)
8. Seems like it's midnight forever 4:55 (Bosé, Feliciati, Fornili, Rear)
9. Over my head 3:58 (Rear, Vanni, D'Onofrio, Costa, Tazzi, Ogletree)
10. The hurt party 4:38 (Bosé, Feliciati, Melone, Rear)

## Formazione/Musicisti/Staff/Produzione
- Miguel Bosé: voce
- Tony Mansfield: produzione, missaggio, tastiera, chitarra, programmazione Fairlight CMI III, IBM PS/2, Atari 1040ST
- Rob Fisher: tastiera, programmazione Fairlight CMI III, Atari 1040ST
- Reynold Swan: programmazione IBM XT, assistente tecnico del suono
- Tony Phillips: tecnico del suono, sincronizzazione, missaggio, digital editing
- Simon Osbourne: tecnico del suono per registrazioni supplementari
- Peter Hullah, Donald Hodgson, Danny Pickard: assistenti tecnico del suono per registrazioni supplementari
- Ian Cooper: masterizzazione
- Clive Gates: tastiera
- John Read: basso
- Carlo Marrale (cortesia CGD): chitarra
- Chris Smith Jr: tromba e flicorno
- Martin Dobson: sassofono
- Andrea Bronston: cori
- Mary Jamison: cori
- Martin Ansell: cori
- Otari DTR-900, Mitsubishi X-850, AMS Audiofile, Sony PCM-1630: registrazione digitale
- Hilton Sound: attrezzature digitali
- Martyn Atkins, David Jones, Mark Higenbottam @ T&CP Associates (Londra): design
- Nick Knight: fotografia
- Samuel Foxton: styling
- Maurizio Salvadori per Trident Agency (Milano): management